# Halsnøy Kloster
59°47′48.6″N 5°39′21.2″Ø / 59.796833°N 5.655889°Ø
Halsnøy kloster blev bygget i 1100-tallet og ligger på Halsnøy i Kvinnherad kommune, Hordaland, nu Vestland fylke i Norge.

## Kloster
Halsnøy kloster var et af fem augustineranlæg i middelalderen. Ifølge en senere, men alligevel antaget troværdig, skriftlig kilde skal klosteret være grundlagt i 1163–64 af jarlen Erling Skakke i forbindelse med, at hans søn Magnus Erlingssons kroning til norsk konge. Grundlæggelsen skyldtes Erling jarls behov for at sikre sig støtte fra ærkebiskop Eystein Erlendsson. Dette omtales i sagalitteraturen nedskrevet senere. I et diplom antaget at være fra 1217–19 nævnes klostret, da Håkon 4. Håkonsson og hertug Skule gav klostret ret til at drive handel på Island. Senere er der et betydeligt antal diplomer om ejendomshandel og klostrets forhold til andre. Klostret var nært knyttet til biskoppen af Bjørgvin og til Jonsklosteret i Bergen, tilsluttet den samme orden.
Halsnøy kloster fik i løbet af middelalderen store jordejendomme i den sydlige del af Vestlandet, og blev et af de rigeste klostre i norsk middelalder. Efter en kraftig brand omkring 1300 blev klostret udvidet med en betydelig større kirke over den gamle, og en stor ny vest- og nordfløj. Senmiddelalderens kloster havde dermed to klostergårde, en i øst for munkene og en i vest for tjenere og besøgende. Bygningsmaterialet var klæbersten og noget tegl. Kirkens omrids er markeret med stenfliser.
I 1511 blev en meget ung tjener stukket ned og dræbt ved klosterporten. Klostrets abbed skal have været indblandet. Klostrets munke skal flere gange have gjort sig skyldig i handlinger i strid med deres lære og leveregler.

## Privat eje
Ved reformationen i 1536 blev klosteret nedlagt, augustinerne jaget væk, og klostret overtaget af kongen som krongods, i lighed med mange andre klosterejendomme i Norge. I årene 1539-1659 blev Halsnøy kloster organiseret som et len med egen lensherre. I 1664 indgik det i Bergenhus stiftamt og blev drevet som et fogderi sammen med Hardanger og Voss.
Det meste af klostergodset blev solgt i sidste halvdel af 1700-tallet. Fra 1758 og frem til 1956 har gården Kloster været drevet som storgård/herregård af Juel-familien. Omkring 1840 blev resterne af det indre klosteranlæg og kirkeruinen nedrevet af løjtnant Andreas Juel, og et nyt beboelseshus blev bygget af stenene. Kirken var en ruin allerede i 1656, og de sidste rester blev revet i 1840. Udgravet i 1961-63.
I 1956 købte Sunnhordland museum klostrets gårdsplads, der omfatter klosterruinerne, beboelseshuset fra 1841, haveanlæg, naust og kaj. Hovedhuset er i de senere år blevet restaureret. Som bygningsresterne ligger i dag, afspejler de det udbyggede klosteranlæg som det lå fra omkring 1300, og det er fredet i henhold til Lov om kulturminner. I norsk sammenhæng er Halsnøy kloster særegent ved at det ydre anlæg er bevaret, ikke den centrale klosterfirkant. Bortset fra Halsnøy kloster findes dette kun ved to andre klosteranlæg i Norge: Selje Kloster i Nordfjord og Hovedøya kloster i Oslo.

## Genfærdet
Tidligere gårdejer og stortingsmand Niels Juel (1831-97) så en gang en ukendt, skindklædt mand med hætte på gårdspladsen. Juel fulgte efter manden, der forsvandt ind i den gamle nordfløj. Men inde var ingen at se. Den respekterede skolemand Lars Eskeland (1867-1942), der var huslærer for Juels børn, skal være skræmt fra vid og sans af en gammel mand i munkekutte, da han var på vej ind på sit soveværelse for at gå til ro. I nyere tid er folk også blevet skræmt. NRK talte med en ung kvinde, der i 2011 tog et billede af et vennepar under et selskab i den grønne stue. På billedet fremkom et gråt, gennemsigtigt ansigt til højre for venneparret. Andre brød sig ikke om at gå forbi klostret. Der siges at være et genfærd efter en vred munk. Den handelsrejsende Nils Lamberg fortalte i november 1935 i Sogn Avis, at han under et besøg på Halsnøy kloster blev indlogeret i gæsteværelset på første sal, hvor munken siges at gå igen. En halv time før midnat begyndte han at høre kattejammer og sære lyde. Så syntes ha at skimte en skikkelse i lysstriben ved døren. Der voksede en mandsskikkelse i munkedragt frem. Lamberg beskrev det som en djævleskikkelse i munkeklæder. Blikket var hadefuldt, og smilet djævelsk. Lamberg ville skrige om hjælp, men kunne ikke. Skikkelsen blev borte, men en lugt af forrådnelse bredte sig i værelset, og døren sprang op. Lamberg flygtede ned i stuen.